# Communauté de communes du Pays de l’Herbasse
Die Communauté de communes du Pays de l’Herbasse ist ein ehemaliger französischer Gemeindeverband mit Rechtsform einer Communauté de communes im Norden des Départements Drôme, dessen Verwaltungssitz sich in dem Ort Saint-Donat-sur-l’Herbasse befand. Sein Name bezog sich auf die Landschaft um den Fluss Herbasse, Zufluss der Isère. Der Ende 1996 gegründete Gemeindeverband bestand aus neun Gemeinden auf einer Fläche von 94,4 km2.

## Aufgaben
Zu den vorgeschriebenen Kompetenzen gehörten die Entwicklung und Förderung wirtschaftlicher Aktivitäten sowie die Raumplanung auf Basis eines Schéma de Cohérence Territoriale. Der Gemeindeverband betrieb die Rettungsdienste, die Abwasserentsorgung (teilweise) und die Müllabfuhr und -entsorgung. Zusätzlich baute und unterhielt der Verband Kultur- und Sporteinrichtungen und bestimmte die Wohnungsbaupolitik.

## Historische Entwicklung
Mit Wirkung vom 1. Januar 2017 fusionierte der Gemeindeverband mit der Communauté de communes Pays de l’Hermitage et du Tournonais und der Communauté de communes du Pays de Saint-Félicien und bildete so die Nachfolgeorganisation Communauté d’agglomération Hermitage-Tournonais-Herbasse-Pays de Saint Félicien.

## Ehemalige Mitgliedsgemeinden
Folgende neun Gemeinden gehörten der Communauté de communes du Pays de l’Herbasse an:
| Gemeinde                   | Einwohner 1. Januar 2022 | Fläche km² | Dichte Einw./km² | Code INSEE | Postleitzahl |
| -------------------------- | ------------------------ | ---------- | ---------------- | ---------- | ------------ |
| Arthémonay                 | 615                      | 5,7        | 108              | 26014      | 26260        |
| Bathernay                  | 223                      | 5,7        | 39               | 26028      | 26260        |
| Bren                       | 680                      | 11,0       | 62               | 26061      | 26260        |
| Charmes-sur-l’Herbasse     | 823                      | 12,8       | 64               | 26077      | 26260        |
| Chavannes                  | 770                      | 4,7        | 164              | 26092      | 26260        |
| Margès                     | 1.076                    | 9,8        | 110              | 26174      | 26260        |
| Marsaz                     | 690                      | 8,9        | 78               | 26177      | 26260        |
| Montchenu                  | 600                      | 16,1       | 37               | 26194      | 26350        |
| Saint-Donat-sur-l’Herbasse | 4.224                    | 19,5       | 217              | 26301      | 26260        |